# Cantalpino
Cantalpino is een gemeente in de Spaanse provincie Salamanca in de regio Castilië en León met een oppervlakte van 78,47 km². Cantalpino telt 927 inwoners (1 januari 2016).